# Жак Шіке

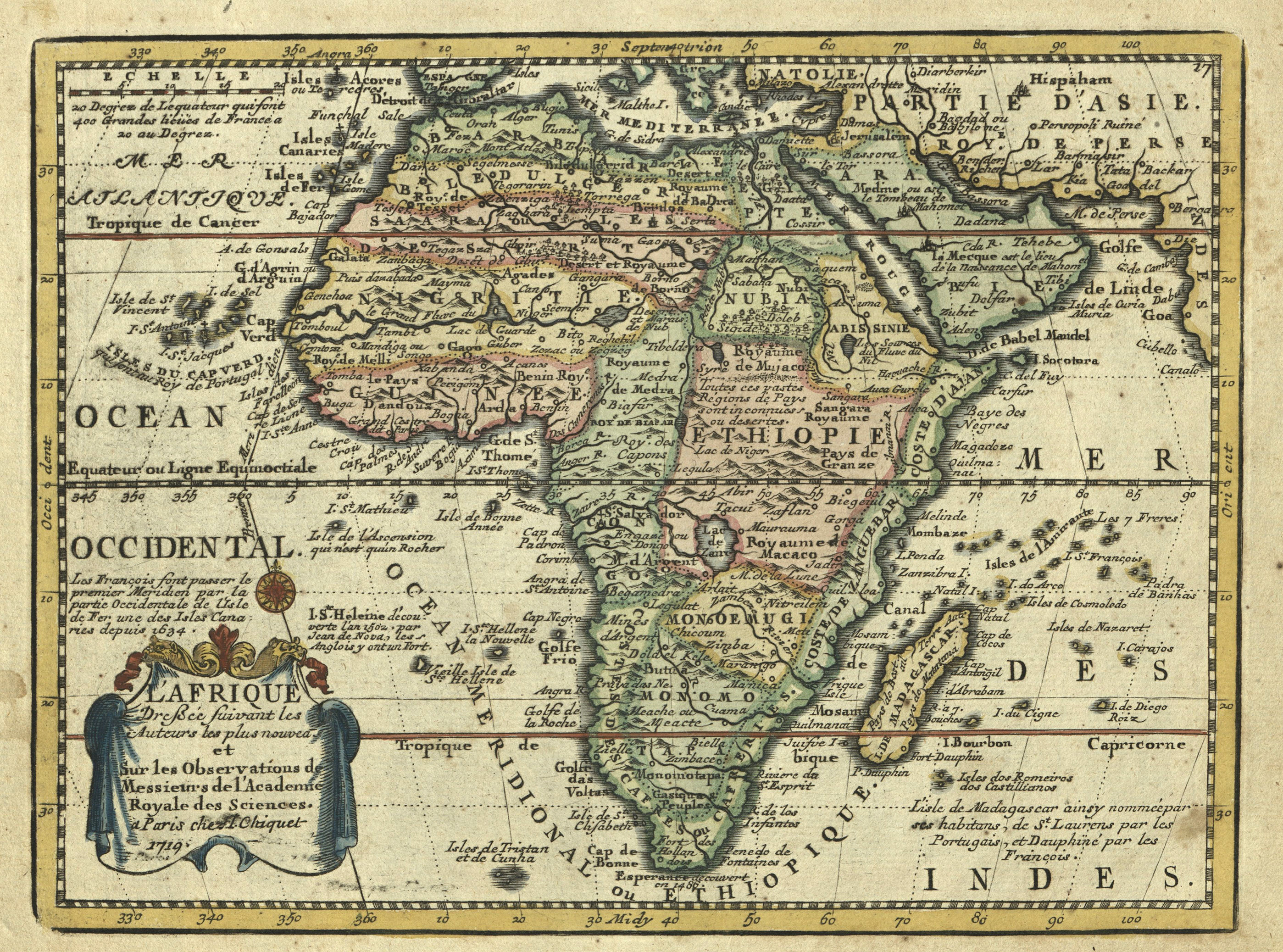
Chiquet, L'Afrique, 1719

 Жак Чіке  (фр. Jacques Chiquet; 1673—1721) — французький гравер, картограф та видавець. 

## Карти України
1719 р. Карта — «LES ESTATS DE LA COURONNE DE POLOGNE». На карті позначено українські історико-географічні землі: Russie Noire (Чорна Русь) – територія Західної України, Podolie (Поділля) та Volhynie (Волинь). Поділля поділяється на Верхнє Поділля (Haute Podolie) та Нижнє Поділля (Basse Podolie); аналогічно і Волинь – Верхня Волинь (Haute Volhynie) та Нижня Волинь (Basse Volhynie). Середня Наддніпрянщина (Правобережна та Лівобережна) позначена як Ukraine (Україна). Назва Волинь ототожнюється із Україною...